# Antofagasta
 Ovo je glavno značenje pojma Antofagasta. Za druga značenja pogledajte Antofagasta (razdvojba).
Antofagasta je grad i luka na sjeveru Čilea. Grad ima prema podatcima iz 2004. godine 306.700 stanovnika.
Pretpostavlja se da naziv grada Antofagasta potječe iz kečuanskog jezika i znači Selo na velikom slanom jezeru. Nalazi se na rubu pustinje Atacame na obali Tihog oceana. Udaljen je 1400 kilometara od glavnoga grada Santiaga.

## Povijest
Grad je osnovan 1868. godine. Imao je luku za rudnike srebra u blizini. Do 14. veljače 1879. grad je pripadao Boliviji; od tada ga je zauzela čileanska vojska, što je započelo Pacifički rat.

## Gospodarstvo
Luka Antofagasta je važna za izvoz čileanskih sirovina, kao što su bakar i nitrati. Industrijska zona (Ciudad Empresarial La Negra) ima površinu od 24 km² i nalazi se 20 kilometara izvan grada. Antofagasta je središte rudarske regije, a u industrijskoj zoni postoje pogoni prerade bakarne rude i čeličana.

## Znamenitosti
Kao rudarski grad, Antofagasta je u proslosti privlačila brojne doseljenike. Najveće imigrantske zajednice su one Hrvata i Grka.
U Antofagasti postoji nekoliko sveučilišta. Najznačajnija su Universidad de Antofagasta i Universidad Cátolica del Norte.

## Poznate osobe
- Andrónico Luksic, milijarder hrvatskog podrijetla
- Sergio Ortega, skladatelj i pijanist
- Antonio Skármeta, pisac hrvatskoga podrijetla
- Cedomil Goic, prof. španjolskog, književni kritičar hrvatskoga podrijetla
- Sergio Paravic Valdivia, arhitekst i povjesničar Magallanesa
- Josip Radanić, zaslužnik za razvitak grada, hrvatskoga podrijetla
- Jadranka Garin Borović, hrvatska pijanistica i klavirska pedagogica
- Ivan Ivanović Jutronić, trgovac, javni djelatnik
- Felipe Seade, slikar, učitelj

## Slike
- Luka Antofagasta
- Katedrala
- Katedrala sv. Josipa (San Jose)
- La Portada de Antofagasta